# Renée Wagener
Renée Wagener (ur. 21 listopada 1962 w Luksemburgu) – luksemburska polityk i dziennikarka, posłanka do Izby Deputowanych.

## Życiorys
Kształciła się na Fernuniversität in Hagen, uniwersytecie prowadzącym studia metodą d-learningu, uzyskując w 1997 magisterium z nauk społecznych. W latach 1981–1982 pracowała jako pomocnik nauczyciela, następnie w Bibliotece Narodowej Luksemburga.
W 1983 była wśród założycieli luksemburskich Zielonych. W 1988 została publicystką związanego z tą partią periodyku „GréngeSpoun”, przemianowanego później na „Woxx”. W pierwszej połowie lat 90. zasiadała w luksemburskiej radzie miejskiej, od 1994 do 2004 przez dwie kadencje sprawowała mandat posłanki do Izby Deputowanych.
Po odejściu z parlamentu powróciła jako freelancer do dziennikarstwa. Zajęła się także działalnością szkoleniową oraz prowadzeniem badań w ramach projektów naukowych na Uniwersytecie Luksemburskim.